# Galicia Exprés
Galicia Exprés es una serie juvenil de ficción que emitió la TVG en2001, producida por Filmanova y CTV, y dirigida por Beatriz del Monte y Antón Reixa. Ambientada en una empresa de mensajería, que monta un estudiante de derecho tras fracasar en sus estudios, trata de los problemas de los chicos que allí trabajaban y el entorno que los rodea.

## Argumento
Manuel, un estudiante de 25 años, fracasado cómo estudiante de derecho, decide poner en marcha una mensajería, "Galicia Exprés". De este modo se convierte en empresario y puede dar empleo a otros jóvenes: un apasionado de la informática, una motorista que lidera una banda de rock e incluso a un despedido de más de 45 años. Para llevar a cabo esta iniciativa, Manuel va a tener el apoyo de su chica, Elisa, una estudiante brillante de buena familia, y la ayuda económica de Sandra, hermana mayor de Elisa. Las relaciones laborales, académicas y sentimentales de estos personajes se van complicando y enredando con las relaciones con los clientes habituales y vecinos de la mensajería.
Los exteriores de la serie están visiblemente rodados en Santiago de Compostela.

## Elenco de actores
- Manuel (Andrés Fraga).
- Elisa Nuevo (Manuela Varela).
- Sandra Nuevo (Maxo Barjas).
- Marcos (Rodrigo Roel).
- Afonso (Xulio Abonjo).
- Isabel (Nekane Fernández).
- Fran (Xosé Manuel Esperante).
- Uxía (Ledicia Sola).
- Paulo (Marcos Orsi).
- Rosa (Gloria Ferreiro).
- Rubén Novo (Gonzalo Uriarte).
- Victoria Otero (Alicia Borrás).
- Lola (Mónica Camaño).
- Morgan (Nacho Castaño).
- Paco (Xavier Estévez).
- Lisardo (Óscar Durán).
- David Nuevo (Sergio Bermúdez).
- Lois (Iago Saborido).
- Laura (Chela Santalla).
- Natalia (Uxía Pérez).
- Miguel (Marco Antonio Novelle).

- Datos: Q12389882